# Głos Polski (Łódź)
Głos Polski – dziennik polityczny, społeczny i literacki wydawany w Łodzi od 1918 do 1929 roku, kontynuacja okupacyjnej „Godziny Polskiej”.